# Platinová čerň
Platinová čerň je černě zbarvená prášková forma platiny, používaná jako heterogenní katalyzátor. Používá se mnoha způsoby: jako tenká elektroda, membrána v palivových článcích, případně pro katalytické zapalování hořlavých plynů v „samozapalovacích“ plynových lampách, troubách a v podpalovačích do kamen.

## Použití

### Tenké elektrody
Platinová čerň je často používána jako tenká vrstva na pevné platině, čímž vznikají elektrody využitelné v elektrochemii. Pokrývání platinových elektrod vrstvou platinové černi se nazývá „platinizování platiny“. Takováto platina má účinný povrch mnohem větší než je geometrický povrch elektrody, a oproti samotné platině je tak daleko reaktivnější.

### V palivových článcích
Platinová čerň slouží jako katalyzátor v palivových článcích s výměnou protonů. Platinová čerň se na membránu nanáší buď pomocí ultrazvukové trysky, nebo zahřátá a stlačená, případně jako difuzní vrstva. Suspenze platinové černi a práškového uhlíku ve směsi vody a ethanolu optimalizuje jednolitost povlaku, elektrickou vodivost a také brání dehydrataci membrány v průběhu nanášení.

### Katalytický podpalovač
V minulosti se v řadě „samozápalných“ plynových lamp, trub a kamen používala platinová čerň, která katalyzovala oxidaci malého množství plynu, čímž bylo možné zapálení ohně bez použití zápalek nebo jisker. Tímto způsobem lze obzvláště dobře zapalovat generátorový plyn, svítiplyn a dřevoplyn obsahující příměs vodíku (H2).

## Výroba
Platinová čerň se vyrábí zahříváním hexachloroplatičitanu amonného v tavenině dusičnanu sodného na 500 °C po 30 minut, následovaným nalitím taveniny do vody, promytím, a redukcí vzniklého hnědého prášku (pravděpodobně oxidu platičitého) plynným vodíkem.

## Platinizace kovové platiny
Před platinizací se povrch platiny očistí lučavkou královskou (50% roztok, tedy 3 objemy HCl (12 mol/kg), 1 objem HNO3 (16 mol/kg) , 4 objemy vody).
Platinizace se obvykle provádí ve vodném roztoku obsahujícího 0,072 mol/kg kyseliny hexachloroplatičité a 0,000 13 mol/kg octanu olovnatého při proudové hustotě 300 A/m2 po 10 minut. Na anodě se uvolňuje chlor; reakci chloru a katody se zabrání vhodným oddělením (například fritou).
Jiný doporučený způsob zahrnuje proudovou hustotu 50 A/m2 po 15 minut, s obrácením polarity každých 30 sekund.
Po platinizování se elektroda opláchne a uschová v destilované vodě; po delším vystavení vzduchu ztrácí katalytické vlastnosti.
Pokrývání platiny platinovou černí bylo objeveno při neúspěšných pokusech o vytvoření platinových fólií pro bolometry.
Pokud se platinová čerň nenanáší na katodu dobře, tak se výsledky dají zlepšit přidáním 1 % síranu měďnatého do kyseliny hexachloroplatičité v elektrolytu; lepší účinek má menší podíl octanu olovnatého.

## Platinová houba
Platinová houba, pórovitá šedočerná forma platiny, která může adsorbovat velká množství plynů, jako jsou vodík a kyslík, což umožňuje její využití ke katalýze řady reakcí plynů, například oxidaci amoniaku nebo spalování hořlavých plynů. Slouží jako surový materiál pro elektronická zařízení, v chemickém průmyslu a ve slitinách. Také může mít využití jako povrchově aktivní látka. Rozpouští se v lučavce královské.
| CAS              | 7440-6-4                                                                      |
| Molární hmotnost | 195,08 g/mol                                                                  |
| Čistota          | Pt ≥ 99,9 %                                                                   |
| Vzhled           | Černý prášek                                                                  |
| Teplota tání     | 1769 ℃                                                                        |
| Teplota varu     | 3827 ℃                                                                        |
| Hustota          | 5,78 g/cm3                                                                    |
| Rozpustnost      | Rozpustná v lučavce královské, nerozpustná ve vodě a anorganických kyselinách |

Vyrábí se přimícháním azbestu do kyseliny hexachloroplatiničiné nebo její amonné soli a následným spálením vzniklé směsi; lze ji získat i vydatným zahříváním hexachloroplatičitanu amonného. Její katalytické vlastnosti závisejí na podrobnostech přípravy.

## Výhody platinizované platiny oproti čisté
V kyselině chlorovodíkové má elektroda z čisté platiny oproti platině pokryté platinovou černí při nulovém vstupním proudu za pokojové teploty potenciál +340 mV. Při teplotě 70 °C je rozdíl potenciálů nulový. Příčina tohoto jevu není přesně známa, i když bylo navrženo několik vysvětlení.